# Magalu, Sakleshpur
Magalu là một làng thuộc tehsil Sakleshpur, huyện Hassan, bang Karnataka, Ấn Độ.